# تیرلیان
تیرلیان (انگلیسی: Tirlyan) یک شهر در شهرستان بلورتسکی باشقیرستان کشور روسیه است.